# Žerovnica
Žerovnica – wieś w Słowenii, w gminie Cerknica. W 2018 roku liczyła 180 mieszkańców.